# Caulerpa
Caulerpa is een geslacht van groene sifonalgen uit de klasse van de Chlorophyceae, die in tropische en subtropische zeeën leven. De term sifonaal verwijst naar algen, die bestaan uit een enkele gigantische cel met veel celkernen (poly-energide of syncytium). Het buisachtige of stijlachtige lichaam (thallus) draagt bladachtige lobben, zogeheten fylloïden. Daarnaast komen uit de buis zogeheten rizoïden, wortelachtige organen, die de plant in de grond verankeren. Sommige soorten uit dit geslacht zijn eetbaar.

## Ecologie
Caulerpa taxifolia, een soort oorspronkelijk afkomstig uit de Indo-Pacific, de zogenaamde killer-alg, verspreidt zich massaal in de Middellandse Zee en verdringt vele dier- en plantensoorten door zijn snelle groei. Voor zover bekend zijn de caulerpa's de snelst groeiende algen ter wereld (tot 8 cm/dag).
Ondertussen wordt ook de soort Caulerpa racemosa, die via het Suezkanaal naar de Middellandse Zee migreerde, kritisch bekeken. Hij verspreidt zich ook in de Middellandse Zee en plant zich hier, in tegenstelling tot Caulerpa taxifolia, ook seksueel voort.
Veel soorten van de Caulerpa worden op de zeebodem begraasd door de kieuwslakken (Sacoglossa). De slakken nemen hun chloroplasten op en slaan ze op in hun huid. De chloroplasten worden dan enige tijd als energiebron gebruikt. Dergelijke chloroplasten worden kleptoplastiden genoemd. Dit is geen symbiose omdat de bladgroenkorrels niet worden doorgegeven aan het nageslacht. Andere voorbeelden van kleptoplastiden zijn ook te vinden in sommige andere slakken en sommige dinoflagellaten.
Sommige Caulerpa-soorten zijn gemakkelijk te kweken in zeewateraquaria. Algen van dit geslacht worden samen met zeepaardjes gehouden in bijvoorbeeld soortaquaria.

## Soorten
- Caulerpa agardhii
- Caulerpa alternans
- Caulerpa annulata
- Caulerpa antoensis
- Caulerpa articulata
- Caulerpa ashmeadii
- Caulerpa bartoniae
- Caulerpa bikinensis
- Caulerpa biserrulata
- Caulerpa brachypus
- Caulerpa brownii
- Caulerpa buginensis
- Caulerpa cactoides
- Caulerpa carruthersii
- Caulerpa cliftonii
- Caulerpa constricta
- Caulerpa crassifolia
- Caulerpa cupressoides
- Caulerpa dichotoma
- Caulerpa diligulata
- Caulerpa distichophylla
- Caulerpa ellistoniae
- Caulerpa elongata
- Caulerpa falcifolia
- Caulerpa faridii
- Caulerpa fastigiata
- Caulerpa fergusonii
- Caulerpa filicoides
- Caulerpa filiformis
- Caulerpa flexilis
- Caulerpa floridana
- Caulerpa harveyi
- Caulerpa hedleyi
- Caulerpa heterophylla
- Caulerpa holmesiana
- Caulerpa imbricata
- Caulerpa juniperoides
- Caulerpa kempfii
- Caulerpa lagara
- Caulerpa lanuginosa
- Caulerpa lentillifera
- Caulerpa lessonii
- Caulerpa longifolia
- Caulerpa macrophysa
- Caulerpa manorensis
- Caulerpa matsueana
- Caulerpa mexicana
- Caulerpa microphysa
- Caulerpa murrayi
- Caulerpa nummularia
- Caulerpa obscura
- Caulerpa okamurae
- Caulerpa oligophylla
- Caulerpa ollivieri
- Caulerpa opposita
- Caulerpa papillosa
- Caulerpa parvula
- Caulerpa paspaloides
- Caulerpa peltata
- Caulerpa pickeringii
- Caulerpa pinnata
- Caulerpa plumulifera
- Caulerpa prolifera
- Caulerpa pusilla
- Caulerpa qureshii
- Caulerpa racemosa
- Caulerpa remotifolia
- Caulerpa reniformis
- Caulerpa reyesii
- Caulerpa scalpelliformis
- Caulerpa sedoides
- Caulerpa selago
- Caulerpa serrulata
- Caulerpa sertularioides
- Caulerpa seuratii
- Caulerpa simpliciuscula
- Caulerpa spathulata
- Caulerpa subserrata
- Caulerpa taxifolia
- Caulerpa trifaria
- Caulerpa urvilleana
- Caulerpa vanbossea
- Caulerpa veravalensis
- Caulerpa verticillata
- Caulerpa vesiculifera
- Caulerpa webbiana
- Caulerpa zeyheri